# Mohammed Ali Tewfik
Le Prince Mohammed Ali Tewfik (9 novembre 1875 - 18 mars 1955) a été l'héritier présomptif de l'Égypte et du Soudan de 1892 à 1899 et de 1936 à 1952.
Il était le fils du khédive Tewfik Ier et d'Emina Ilhamy, et le frère cadet du khédive Abbas II. Il s'est préparé lui-même pour gouverner l'Égypte et le Soudan durant plusieurs années, et dans son Palais Al-Manyal.
À la suite de la mort du roi Fouad Ier en 1936, le prince Mohammed Ali était le chef de la régence pour le jeune roi de 16 ans Farouk Ier jusqu'à son couronnement. En 1937, il a représenté l'Égypte et le Soudan lors du Couronnement du roi George VI du Royaume-Uni.
En janvier 1952, ses espoirs de gouverner ont disparu avec la naissance du fils du roi Farouk, Ahmed Fouad. En 1953, l'Égypte a été déclarée une république ; le prince Mohammed Ali a vécu le reste de sa vie en exil et est mort à Lausanne, en Suisse, en 1955.
Il succéda en 1922 à Idriss Raghib à la tête de la Grande Loge Nationale d'Égypte.